# Grodzisk Wielkopolski
Grodzisk Wielkopolski é um município da Polônia, na voivodia da Grande Polônia e no condado de Grodzisk Wielkopolski. Estende-se por uma área de 18,21 km², com 14 644 habitantes, segundo os censos de 2018, com uma densidade de 804 hab/km².